# Kabir
Kabīr, hindsky: कबीर, paňdžábsky: ਕਬੀਰ, urdsky: کبير) (asi 1440– asi 1518) byl indický mystik a básník, žák Ramanandy. K jeho učení se dnes v Indii hlásí zhruba desetimilionová sekta Kabirova cesta (कबीर-पंथ). Indická tradice tvrdí, že se dožil 120 let, indologové se v datu jeho narození a úmrtí neshodují, nejistých je i mnoho jiných faktů z Kabirova života, například místo jeho narození. Tradice tvrdí, že působil a patrně se i narodil ve Varanasi. Jeho hlavní dílo se nazývá Bijak (což možno přeložit jako Semínko či Sazenice). Je psané nářeční hindštinou (lingvisté hovoří o dialektech Avadhi, Braj a Bhojpuri v jeho díle). Krom hiduistických a védských zdrojů ve svém díle často citoval též Korán. Jeho jméno také pochází z arabského al-Kabīr - Velký. Legenda to vysvětluje tak, že byl v mládí adoptován muslimským párem, ale i to se historikům jeví nejisté.